# Star Stable Online
Pour les articles homonymes, voir SSO.
Vous pouvez aider à l'améliorer ou bien discuter des problèmes sur sa page de discussion.
- Il fait référence à des sources qui ne semblent pas présenter la fiabilité et/ou l'indépendance requises. Vous pouvez aider, soit en recherchant des sources de meilleure qualité pour étayer les informations concernées, soit en attribuant clairement ces informations aux sources qui semblent insuffisantes, ce qui permet de mettre en garde le lecteur sur l'origine de l'information. (Marqué depuis août 2021)

- Archive Wikiwix
- Bing
- Cairn
- DuckDuckGo
- E. Universalis
- Gallica
- Google
- G. Books
- G. News
- G. Scholar
- Persée
- Qwant
- (zh) Baidu
- (ru) Yandex
- (wd) trouver des œuvres sur Wikidata

Vous pouvez aider à l'améliorer ou bien discuter des problèmes sur sa page de discussion.
Star Stable Online (abrégée SSO) est un jeu de simulation d'équitation, il peut aussi être considéré comme un MMORPG (jeu de rôle en ligne massivement multijoueur). Il est basé sur un abonnement semestriel / mensuel / à vie (star rider) et appartient à la société Star Stable Entertainment basé à Stockholm en Suède,. Il utilise un moteur de jeu qui lui est propre,. Star Stable Online peut être joué sur MacOS, Windows et désormais sur iPad / iPhone. Il a commencé à être développé en 2007 puis en 2010, la société Star Stable Entertainment AB achète les droits du jeu. Le jeu est sorti en Suède en 2011 et dans le monde en 2012. Une mise à jour est publiée chaque mercredi qui comprend de nouvelles missions (secondaires et principales), événements, chevaux, équipements, vêtements ou zones. Début 2015, plus de deux millions de joueurs s'étaient inscrits au jeu. Le jeu est basé sur les séries de jeux précédentes Starshine Legacy et Star Stable. En 2017, plus de 10 millions de joueurs s'étaient inscrits au jeu. Le jeu est disponible dans plus de 180 pays,,. Six ans après la sortie du jeu, le développeur a annoncé en 2017 que la barre des 10 millions de joueurs avait été franchie,. En 2019, il y a plus de 15 millions de joueurs avec plus de 600 000 joueurs réguliers,,.

## Histoire
En 2008, quatre premiers jeux Star Stabler sont sortis sur CD-ROM. Ils portaient les titres Autumn Rider, Winter Rider, Spring Ride et Summer Rider. La version en ligne est apparue en Suède en 2011 et dans le monde en 2012.
Le 23 octobre 2013, une nouvelle région du jeu se prénommant Les Comtés de la Moisson fut accessible aux joueurs.
Le 13 décembre 2017, une nouvelle région, Mistfall, fait son apparition.
En 2018, l'autrice Helena Dahlgren entame une trilogie de romans basés sur le jeu, intitulée Soul Riders, avec la parution du premier roman. La trilogie est composée de Les Cavalières du destin (Jorvik Kallar, 2018), L'Éveil des cavalières (Legenden vaknar, 2019) et Mörkret faller (2020).
En 2021, Star Stable Entertainment en collaboration avec Ferly font Star Stable Mistfall,, une série animée avec des épisodes de six minutes, qui peut être visionnée sur YouTube,.